# Ессенський штадтбан
Ессенський штадтбан (нім. Stadtbahn Essen) — система ліній швидкісного трамваю-метротраму в місті Ессен, Німеччина. В системі використовується різна ширина колії через те що деякі ділянки спільно використовуються потягами штадтбану та звичайними трамваями. Ширина колії штадтбан — стандартна, трамвайна — метрової ширини. Потяги ЛРТ живляться від повітряної контактної мережі.

## Історія

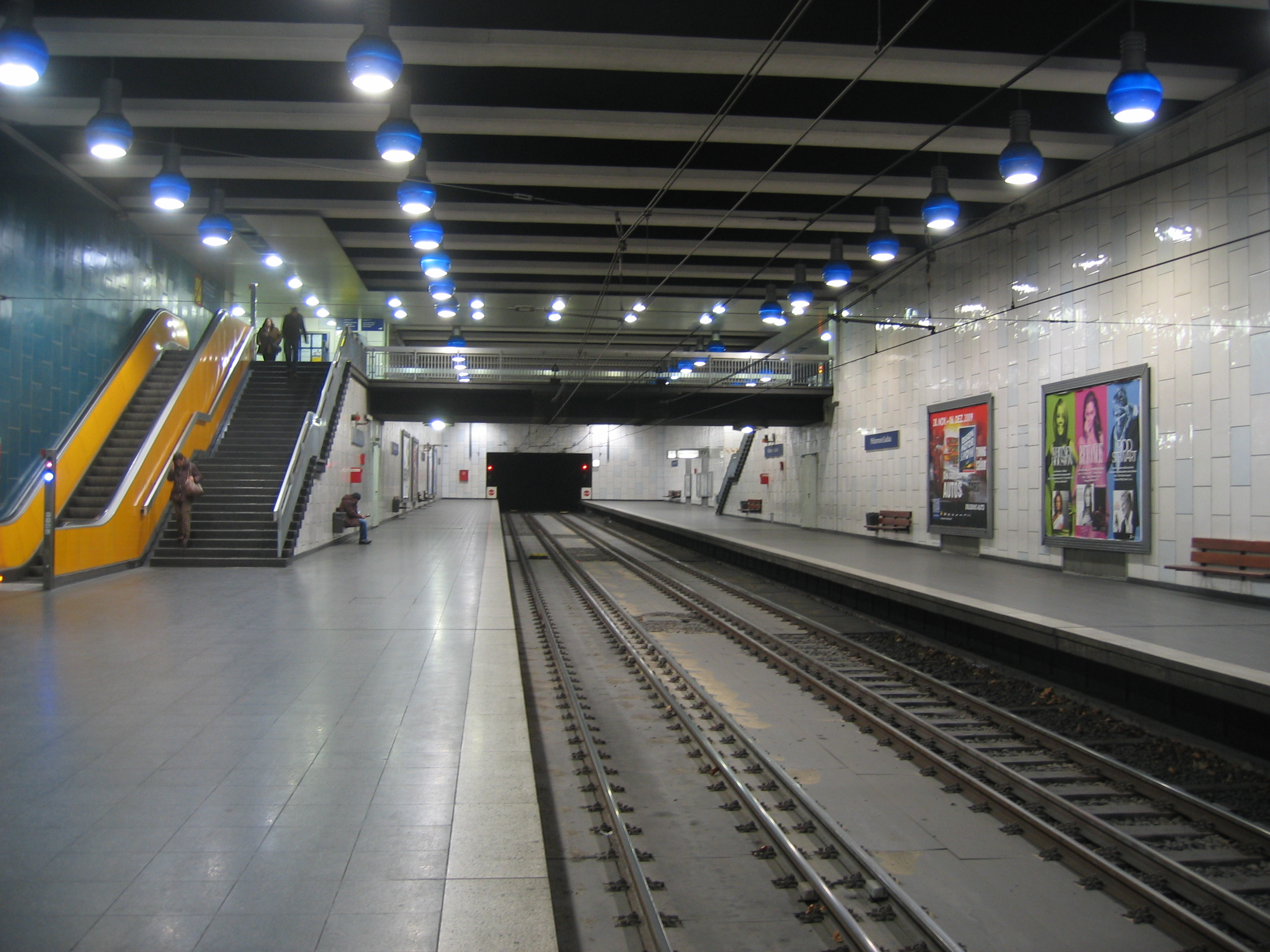
Колії різної ширини на станції «Philharmonie»

Трамвай в місті з'явився у 1893 році. На початку 1960-х років почали розробляти проект будівництва підземних тунелів за для того щоб прибрати трамвайні колії в центрі під землю, звільнивши місце для автомобільного руху, та зробивши трамвай більш надійним та незалежним від заторів на дорогах. Перший невеликий тунель завдовжки 552 метра відкрився 5 жовтня 1967 року, з єдиною підземною станцією «Saalbau». Подальше розширення мережі штадтбану сталося 28 травня 1977 року коли була відкрита ділянка з 8,2 км (приблизно 2 км під землею) в напрямку міста Мюльгайм-на-Рурі. Після цього мережу неодноразово розширювали, останнє розширення системи сталося у 2004 році. Мережа сучасного Ессенського штадтбану охоплює Ессен та сполучає його з щонайближчими містами Мюльгайм-на-Рурі та Гельзенкірхен. Найбільша станція в системі «Essen Hauptbahnhof» має 4 колії (2 для трамваю та 2 для метротраму) та 2 острівні платформи.

## Лінії
На 2018 рік в місті три лінії штадтбану U 11, U 17 та U 18, доповнює систему громадського транспорту міста мережа звичайних трамвайних маршрутів довжиною приблизно 52 км.
- U 11 — починається від міста Гельзенкірхен далі через центр міста Ессен та станцію «Essen Hauptbahnhof» біля залізничного вокзалу, до станції «Messe West/Süd/Gruga»
- U 17 — починається від станції «Essen Hauptbahnhof» біля залізничного вокзалу далі прямує до станції «Margarethenhöhe».
- U 18 — починається від станції «Essen Hauptbahnhof» біля залізничного вокзалу далі прямує до станції «Mülheim» в місті Мюльгайм-на-Рурі.

## Режим роботи
- Штадтбан працює з 4:00 до 23:00. Інтервал руху 10 — 15 хвилин в день та до 20 після 20:00.
- Вартість поїздки залежить від того здійснюється вона в межах міста Ессен чі в міжміському сполученні з містами Гельзенкірхен та Мюльгайм-на-Рурі. Існують пільгові квитки для дітей.

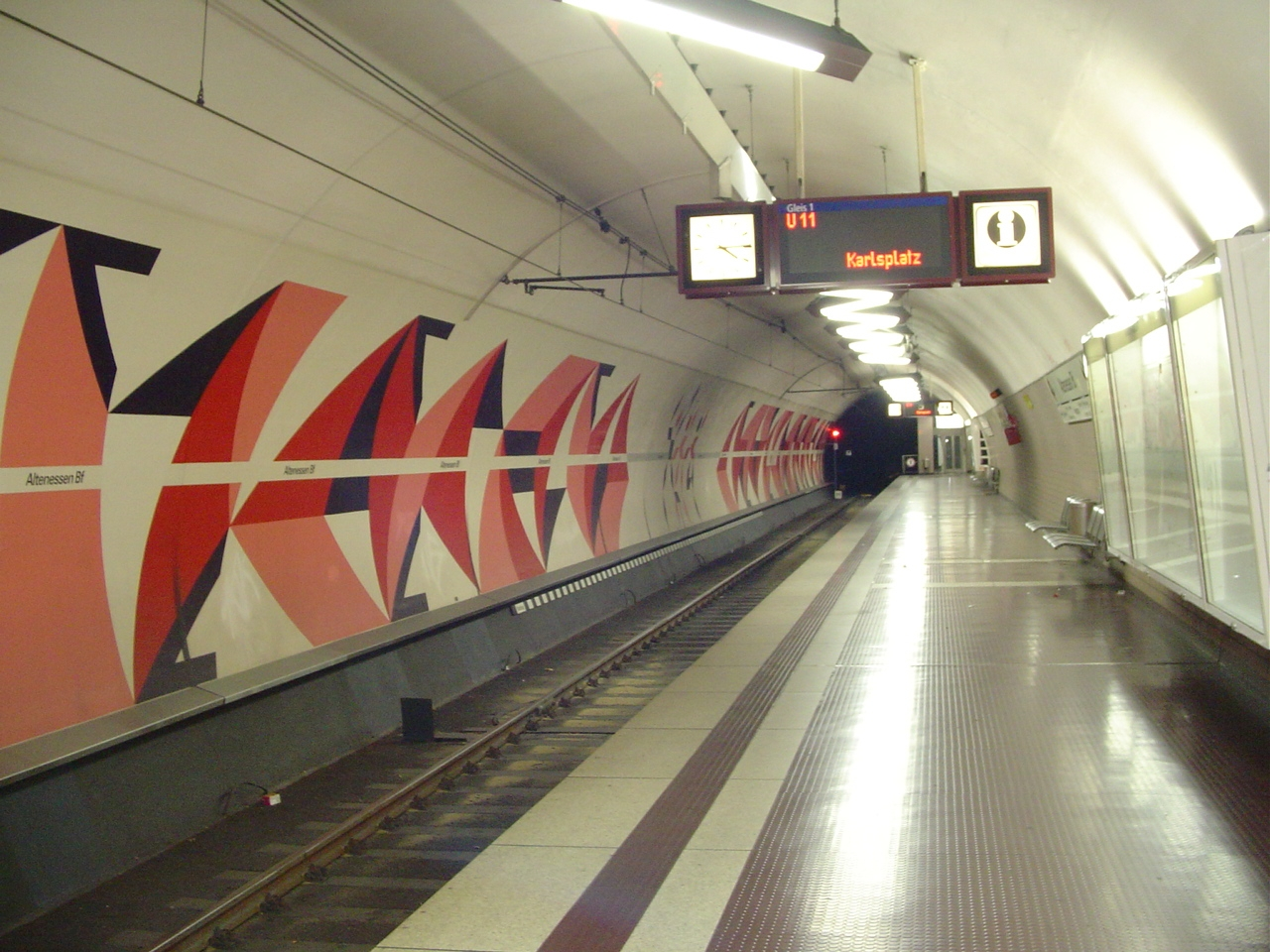
Платформа підземної станції «Altenessen»
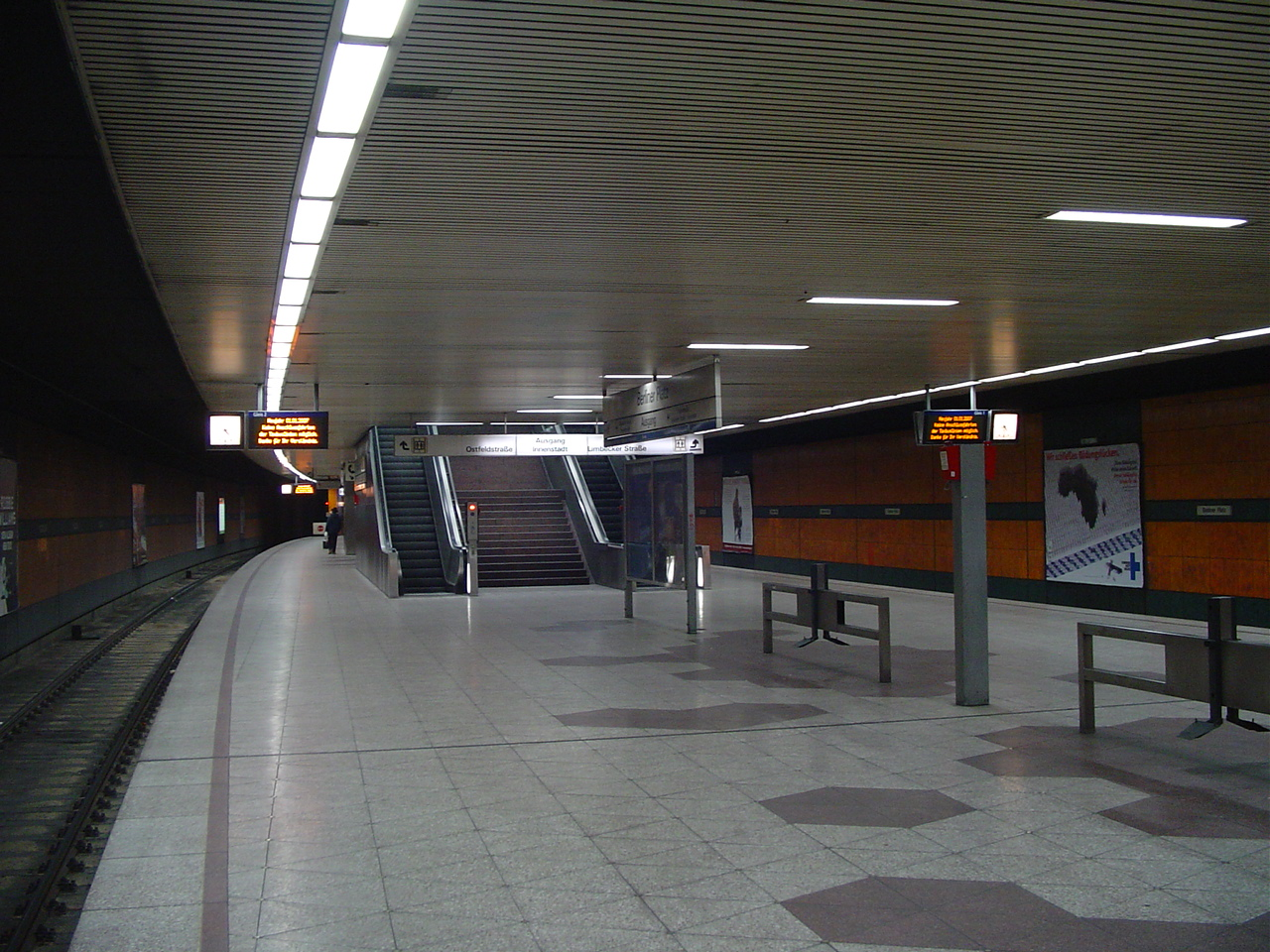
Платформа підземної станції «Berliner Platz»
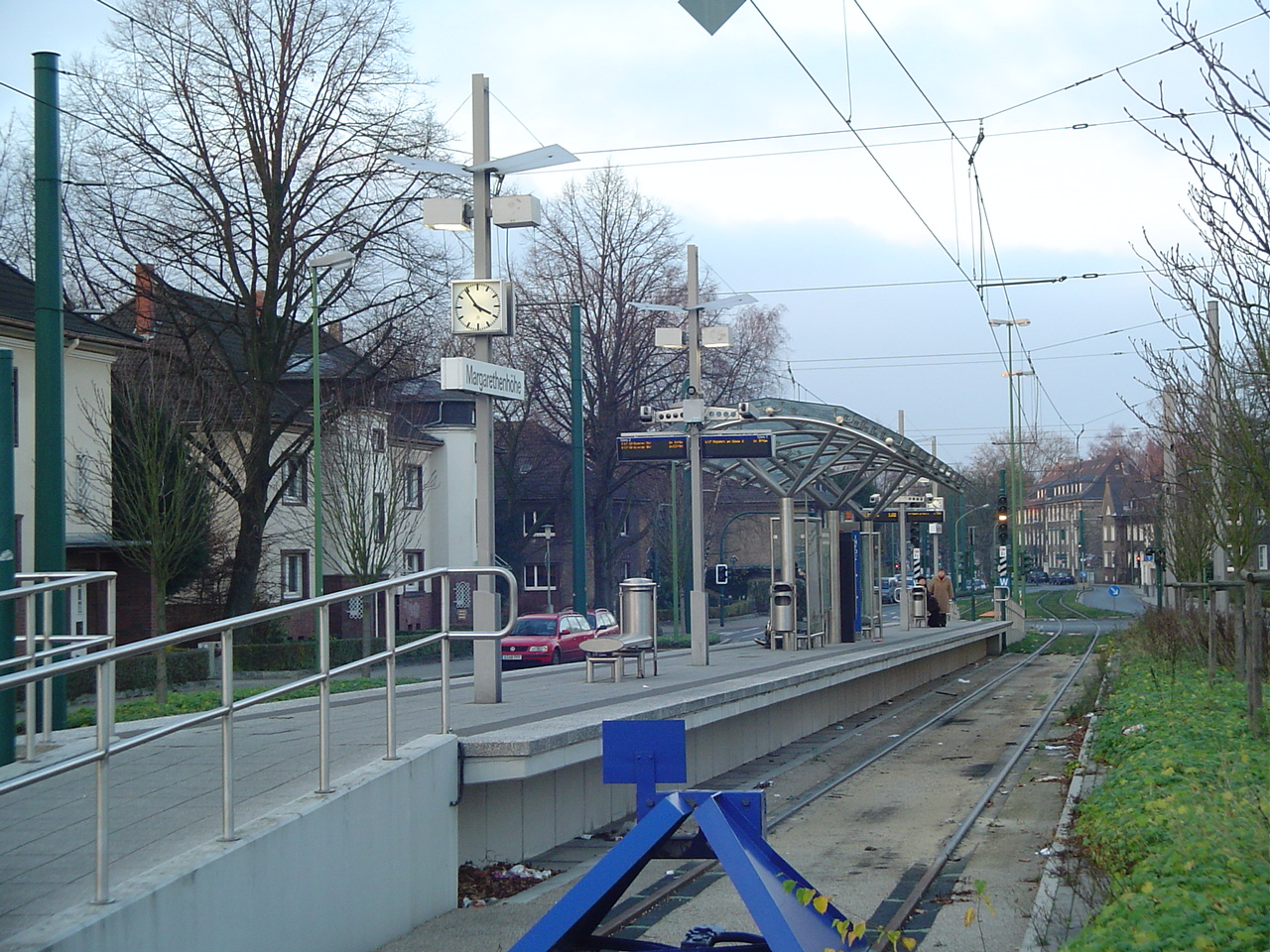
Кінцева станція лінії U 17 «Margarethenhoehe»
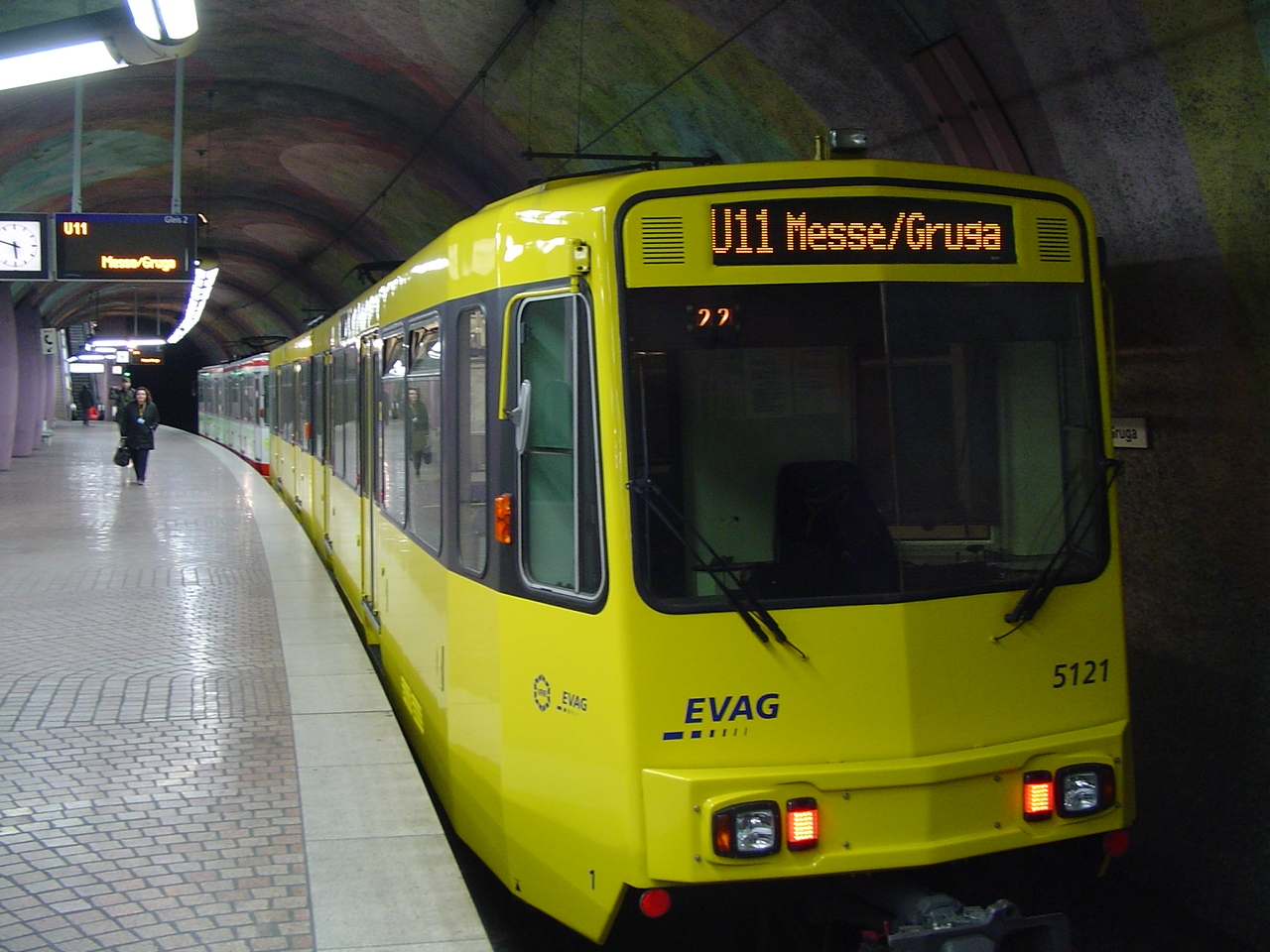
Потяг на підземні станції